# Fairway Rock
De Fairway Rock is een onbewoond eilandje in de Beringstraat. Het eiland ligt tussen Diomede en Kaap Prince of Wales en is onderdeel van de Amerikaanse staat Alaska. Het is 163 meter hoog en heeft een oppervlakte van 0,3 vierkante kilometer.
De rots steekt bijna helemaal verticaal uit het water van de Beringstraat. Op het eiland groeit mos. Het is een broedplaats voor veel vogels. De inheemse inwoners van het gebied komen ieder jaar naar het eiland voor de vogeleieren. Door de hoge, steile  klippen is het vanaf Wales goed te zien.
Fairway Rock werd in 1778 door James Cook in kaart gebracht. In 1826 gaf kapitein Frederick William Beechey het eiland de naam Fairway.
Van 1966 tot 1995 werd het eiland gebruik door de Amerikaanse marine om generatoren te testen.
Het eiland wordt beheerd door het Alaska Maritime National Wildlife Refuge.